# Ушаков, Андрей Иванович
Граф (c 1744) Андре́й Ива́нович Ушако́в (1672 — 20 [31] марта 1747) — военный и государственный деятель Российской империи, генерал-аншеф (1730), доверенное лицо Петра Великого и его преемников, первый начальник тайной разыскной канцелярии (в 1731–1746).

## Биография
Родился в 1672 году в Новгородской губернии в семье бедного дворянина из рода Ушаковых. Андрей Иванович и четыре его брата рано остались сиротами, все заботы о них взял на себя единственный крепостной их отца, крестьянин Аноха. До двадцати лет Ушаков вёл ничем не примечательную деревенскую жизнь. В 1691 году Пётр I издал указ, предписывавший всем дворянам без исключения, свободным от службы, явиться в Москву в распоряжение царя. Братья Ушаковы, все пятеро, были записаны в солдаты.
Андрей Иванович — красивый, высокий и крепкий юноша, за ловкость и силу его звали «детиной», — был записан в первый созданный тогда гвардейский полк — Преображенский. Произведённый в унтер-офицеры, он был замечен царём и в 1708 году пожалован капитан-поручиком гвардии, затем Пётр I возвёл его в звание тайного фискала (1714) и поручил наблюдать за постройкой кораблей. Став гвардейским капитаном, Ушаков получил в дар многочисленные поместья и постоянно, в продолжение карьеры, получал поручения от самого царя.

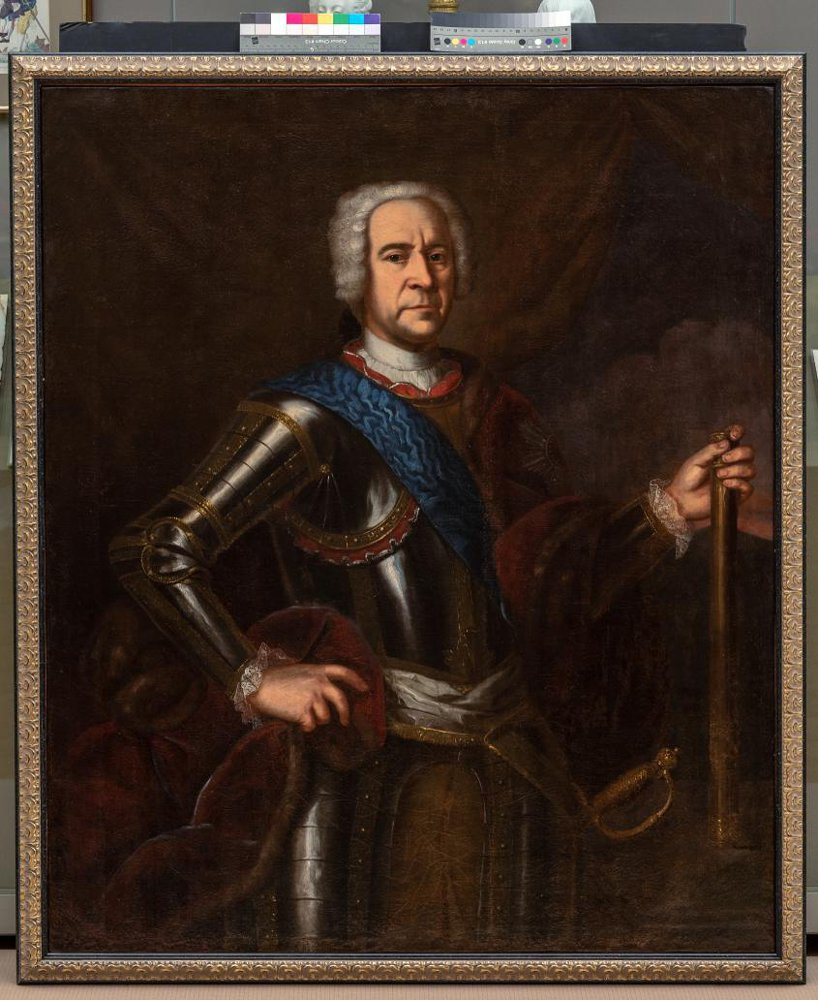
Портрет ок. 1740 - х гг.

В 1715 году был уже гвардии майором и командиром 4-го батальона лейб-гвардии Преображенского полка. После смерти Ф. Ю. Ромодановского в 1717 году Тайная канцелярия была переведена в Петербург, а её руководство доверили Ушакову и старому графу П. А. Толстому. Во время следствия по делу царевича Алексея проводил розыск свидетелей и лично их допрашивал, а во время суда над царевичем подписал ему смертный приговор. Толстой делами Канцелярии не занимался, а Ушаков бывал там постоянно, даже ночевал в застенках. В день провозглашения Императором Пётр I произвёл Ушакова в генерал-майоры (1721), который стал получать жалованье в размере 1755 рублей в год.
В 1724 году было возбуждено следствие по делу Монса. Следствием руководил Толстой, а комиссия подписывала приговор. В данной комиссии был и Ушаков.
Вместе с Меншиковым и Толстым поддерживал жену Петра Великого во время переворота 1725 года. Именно Ушакову дали 20 тысяч рублей для гвардейцев, и среди всех он получил больше (3 тысячи рублей). В то же время он стал руководить группой по уголовным делам. В феврале 1727 года Екатерина I пожаловала его в генерал-лейтенанты и наградила орденом Св. Александра Невского.
После упразднения Тайной канцелярии в 1726 году он активно участвовал в дознании провала экспедиции, посланной Петром I к пиратам Мадагаскара на остров Санта-Мария. В 1727 году пал Толстой, из-за которого Ушаков отправился в Ревель. У него отняли когда-то пожалованные ему 200 дворов. Позже его перевели в Ярославль. После падения Меншикова ко двору Ушакова не вернули, но через своих агентов Андрей Иванович узнавал важные новости и интриги. Имел прямое отношение к снаряжению экспедиций Витуса Беринга (1728), а позднее Ивана Фёдорова и Михаила Гвоздева к берегам Америки (1732).
По вступлении на престол Анны Иоанновны он подписался под прошением дворянства, осуждавшим попытку Верховного совета ограничить императорскую власть (1730), за что получил 500 дворов.
В 1730 году был назначен сенатором, в 1731 году — начальником возобновившей работу под новым названием Канцелярии тайных разыскных дел; принимал ревностное участие в розыске по разным важным делам, например по делу Волынского. Анна Иоанновна всегда была неравнодушна к политическому сыску и принимала Ушакова у себя в апартаментах, что стало для последнего постоянной работою, потому что его отчёты были деловитые и краткие.
В царствование Иоанна Антоновича, когда шла борьба о том, кому быть регентом, Ушаков поддерживал Бирона. Лично убеждал других сановников принять регентство последнего. Когда Бирона попытались убрать с регентства, Ушаков задействовал своих агентов и предотвратил заговор. Главным фигурантом данного дела являлся отец императора — Антон Ульрих, которого Андрей Иванович и Эрнст Иоганн лично допрашивали. А Ушаков в конце сделал личное и дерзкое замечание принцу, которое скорее было вызвано властью и могуществом Бирона над империей. Вскоре были задержаны и пытаны ещё фигуранты по этому заговору.

Но Бирон вскоре пал и Ушаков также привлекался к его делу вместе с Трубецким, Черкасским, Минихом, Куракиным, Бестужевым и др. Все, кроме Бестужева, были благополучно освобождены от обвинения в содействии павшему временщику и вошли в милость правительству, а Ушаков ещё лично вёл следствие и дознание по делу бывшего регента.

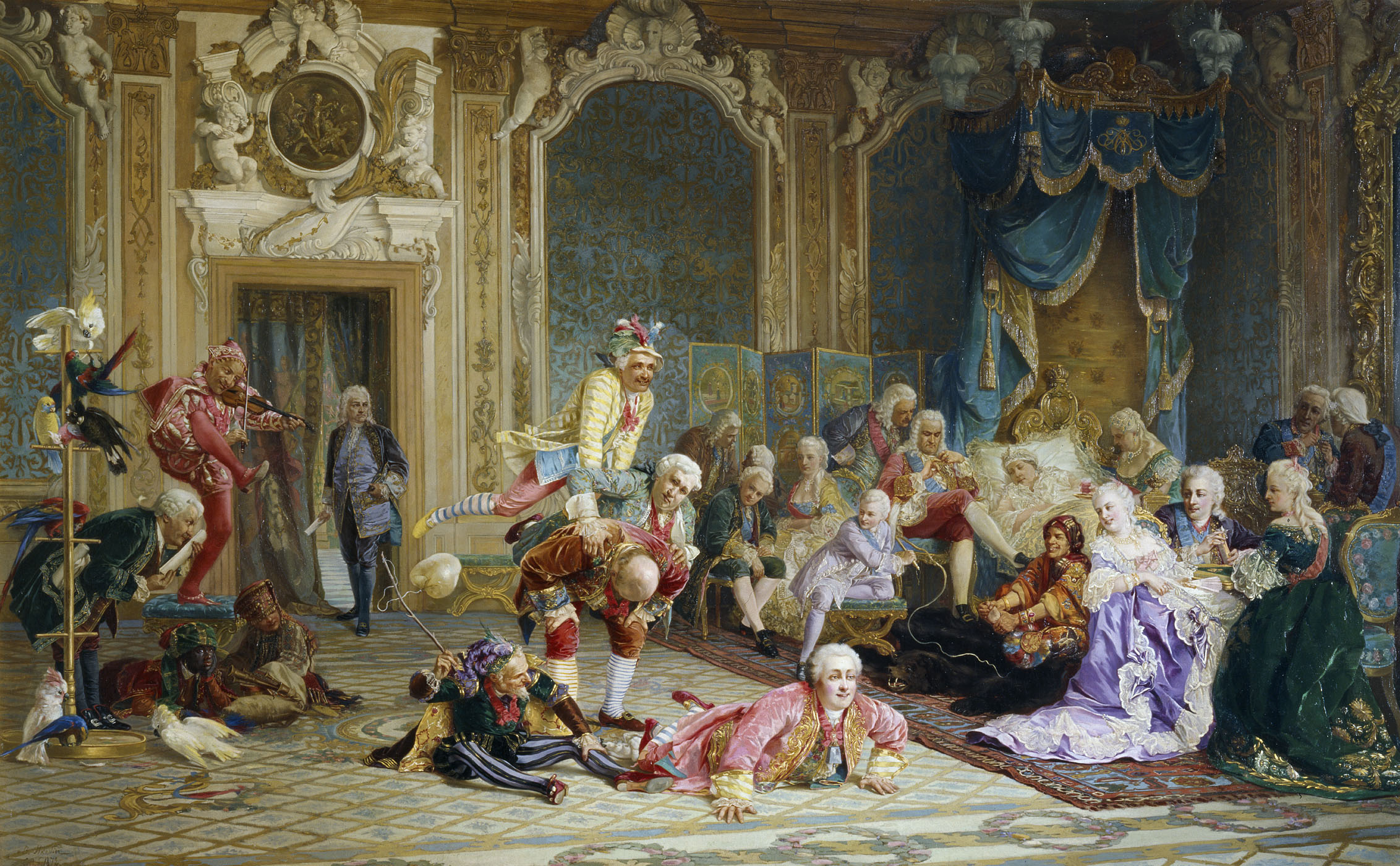
Шуты в спальне Анны Иоанновны (Якоби В. И., 1872 год). Подле Бирона — его сын с бичом и начальник Тайной канцелярии А. И. Ушаков.

Он отказался примкнуть к партии, произведшей переворот в пользу Елизаветы Петровны, но, когда переворот совершился, удержал влиятельное положение при новой императрице и даже участвовал в комиссии, производившей следствие по делу Остермана и др. противников Елизаветы, но из-за этого потерял имение в Подмосковье.

В правление Елизаветы Петровны участвовал в самых громких делах. Арестовывал Лопухину и участвовал в дознании по её делу. Примерно через год, уже после интриг Бестужева, арестовал Шетарди и тщательно проводил следствие, а также руководил его высылкой из России. 

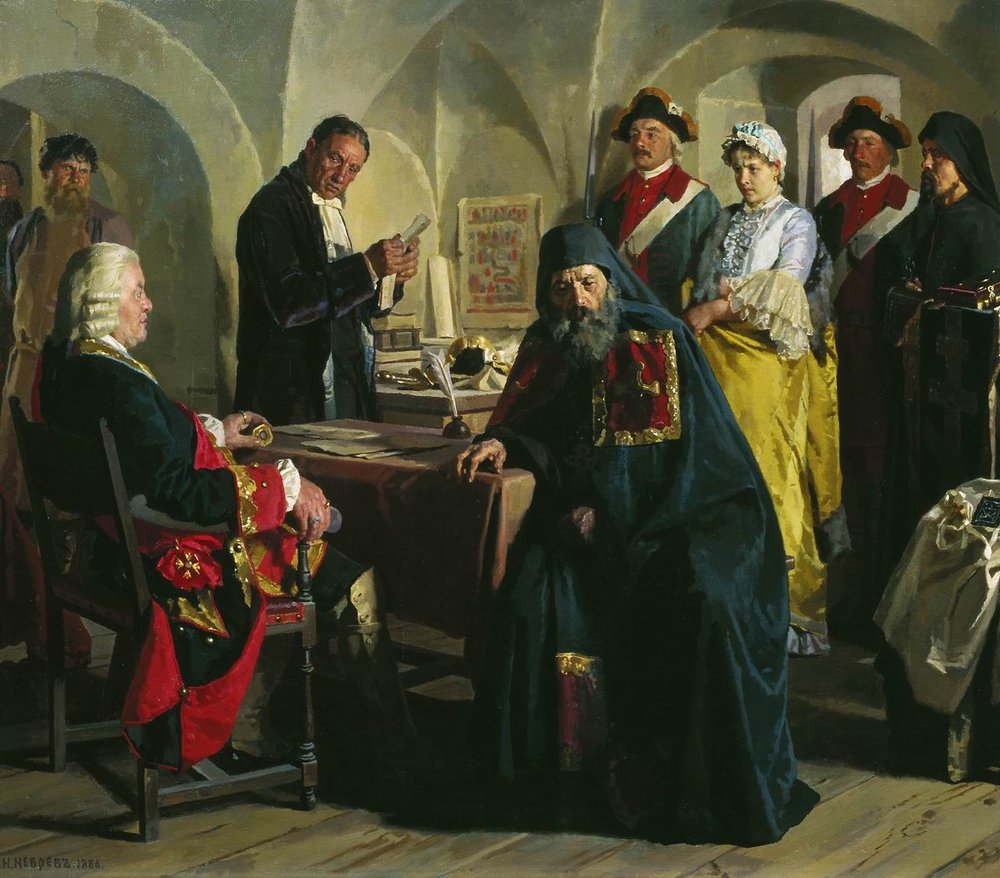
Картина Н. В. Неврева под названием «Начальник Тайной канцелярии А. С. Ушаков допрашивает княжну Юсупову».

В то время, как все влиятельные члены прежнего управления были лишены мест или сосланы, Ушаков попал в обновлённый состав Сената (1741). Императрица Елизавета, под предлогом преклонного возраста Ушакова, а на деле, чтобы не упускать его из виду, назначила ему помощника, ставшего его преемником — графа А. И. Шувалова, который делами не очень занимался. В 1743 году Ушаков добился от императрицы, чтобы Сенат, Синод и другие государственные органы не вмешивались в дела Тайной канцелярии. Когда же из Церкви приходили с требованиями, Андрей Иванович им сердито отвечал.
Именным Высочайшим указом от 15 июля 1744 года генерал-аншеф, сенатор Андрей Иванович Ушаков был возведён в графское Российской империи достоинство. Андрей Иванович стал всё реже бывать на работе, вёл только особо важные дела. 20 ноября 1745 года императрица указом отправила его на покой, поскольку возраст и состояние здоровья не позволяли ему работать в Тайной канцелярии, но делами он занимался ещё до начала 1746 года. Незадолго до смерти в своей домовой церкви он взял присягу и клятву от Шувалова. 
Умер 20 марта (по юлианскому календарю) 1747 года. По преданию, перед смертью он обратился к портрету Петра I со словами «благодарности и благоговения». Был похоронен в Благовещенской усыпальнице Александро-Невской лавры (надгробие утрачено). На похоронах присутствовало множество вельмож и духовных сановников, в том числе и Бестужев, с которым Ушаков был в весьма натянутых отношениях. Сама же похоронная процессия проходила с 20 по 29 марта. Из «Книги проходной и расходной» можно узнать, что Ушакова хоронили очень дорого. Так, из казны Российской было выделено 2514 рублей. Андрея Ивановича хоронили в обитом бархатом и серебряным атласом гробу, одежду в последний путь сшили из тафты и золотой парчи. За проведение траурной процессии высшие духовные лица получили по 15 рублей.

## Оценки исследователей
Бантыш-Каменский писал про Ушакова: «Управляя тайной канцелярией, он производил жесточайшие истязания, но в обществах отличался очаровательным обхождением и владел особенным даром выведывать образ мыслей собеседников». А вот мнение Е. Анисимова:

Генерал Ушаков руководил тайной канцелярией при пяти монархах. И со всеми он умел договариваться! Сначала он пытал Волынского, а потом Бирона. Почему? Потому что между главой государства и начальником сыска есть некая связь. Они знают грязные тайны. А потому всегда находят общий язык. Ушаков был профессионалом, ему было все равно, кого пытать.

## Память
- Наряду с другими лицами, образ А.И. Ушакова увековечен в галерее бронзовых барельефов «Следователи и организаторы следствия эпохи правления Петра I», расположенной в административном здании Следственного комитета Российской Федерации по адресу: г. Москва, Технический пер., д. 2, стр. 1 (автор - Д.В. Клавсуц, художник Студии военных художников имени М.Б. Грекова). Открытие галереи состоялось 13 января 2023 г., в день празднования 12-й годовщины образования независимого следственного органа - Следственного комитета Российской Федерации.

- портрет А.И. Ушакова размещен в наборе почтовых открыток «Следователи и организаторы следствия эпохи правления Петра I» (художник - И.О. Муротьян). Набор издан АО «Марка» в 2022 г.

## Семья
Ушаков был женат на богатой вдове Елене Леонтьевне Апраксиной, урождённой Кокошкиной. Свадьба с ней состоялась через ходатайство самого Петра I. Супруги занимали пышный особняк на Миллионной 17. Их единственная дочь Екатерина Андреевна (1715—1779) была замужем за дипломатом графом П. Г. Чернышёвым. Они были родителями графини Дарьи Петровны Салтыковой и княгини Натальи Петровны Голицыной, известной под именем Princesse Moustache (прототип главной героини повести А. С. Пушкина «Пиковая дама»).
Пасынком Ушакова был генерал-фельдмаршал С. Ф. Апраксин (1702—1758), чьё покровительство помогло Апраксину сделать быструю карьеру.

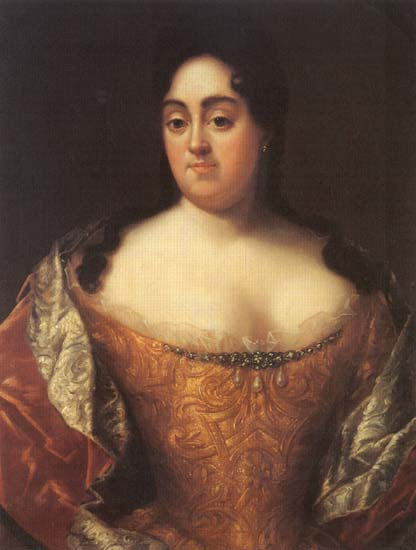
жена Елена Леонтьевна
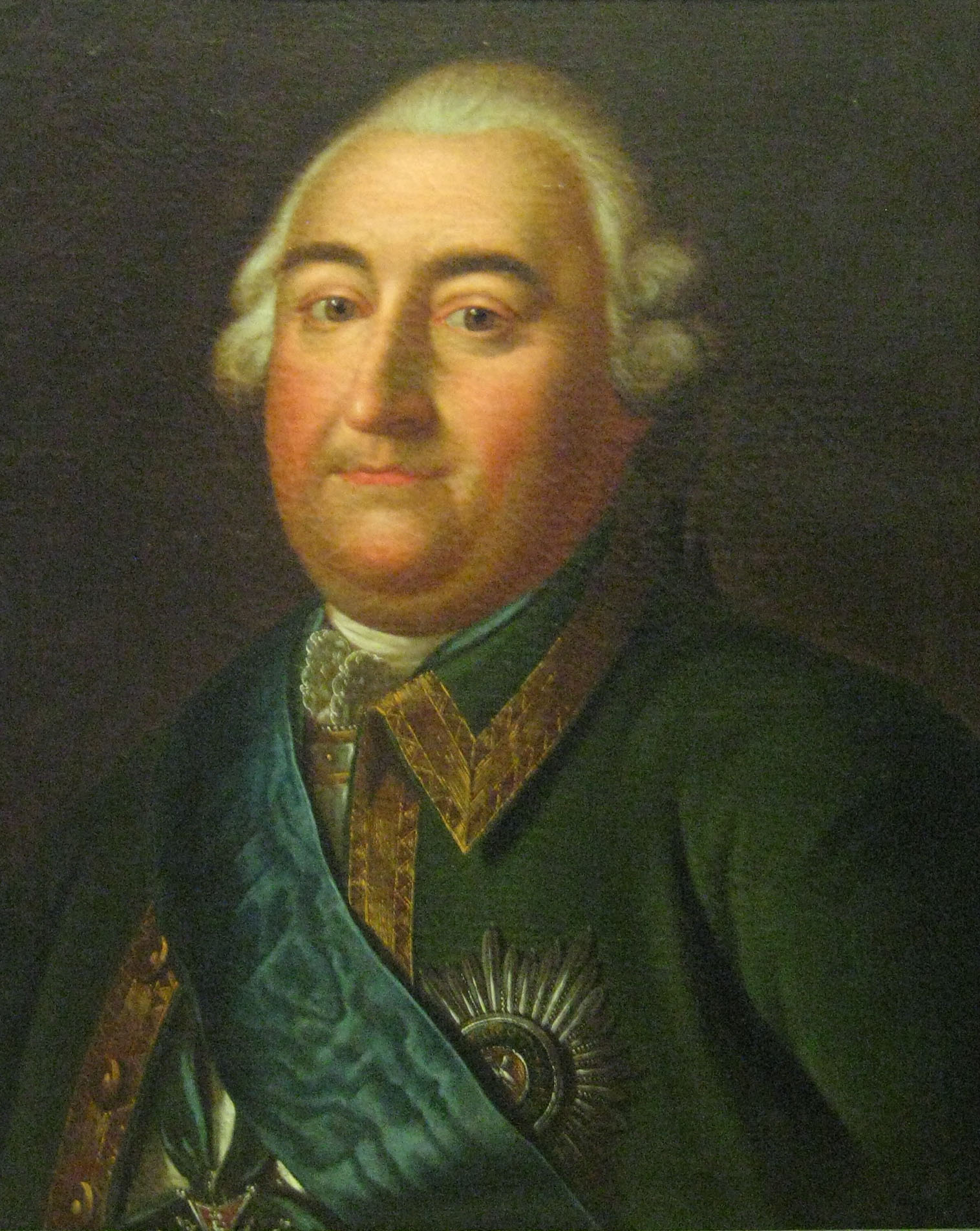
Пасынок Степан Апраксин
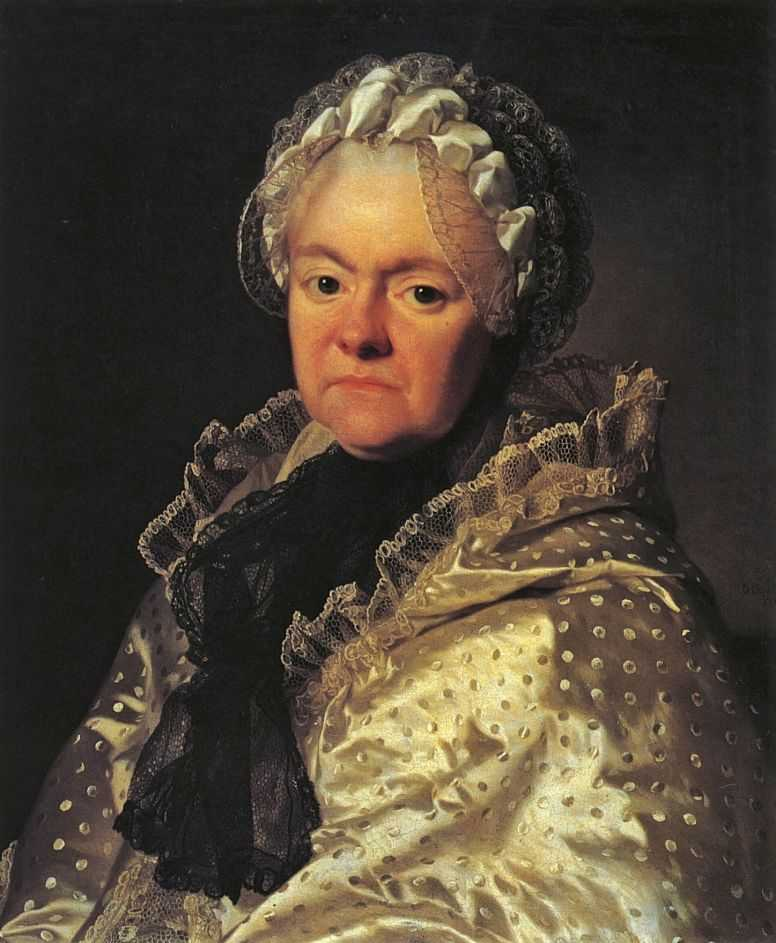
дочь Екатерина
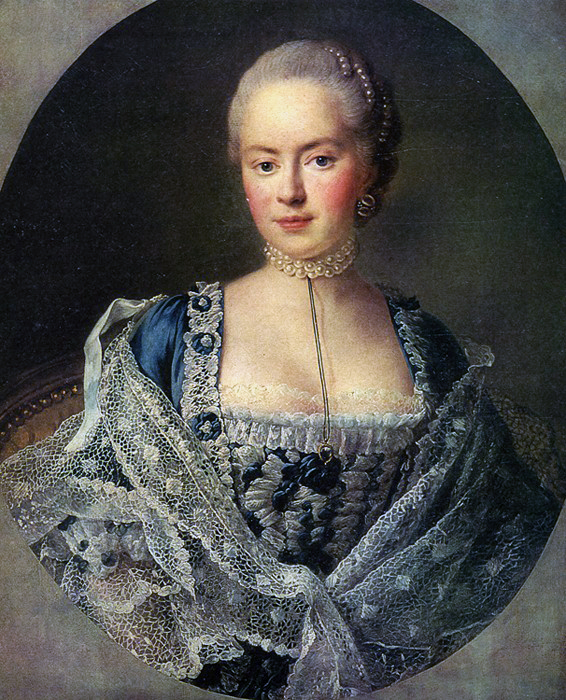
Внучка Дарья Салтыкова
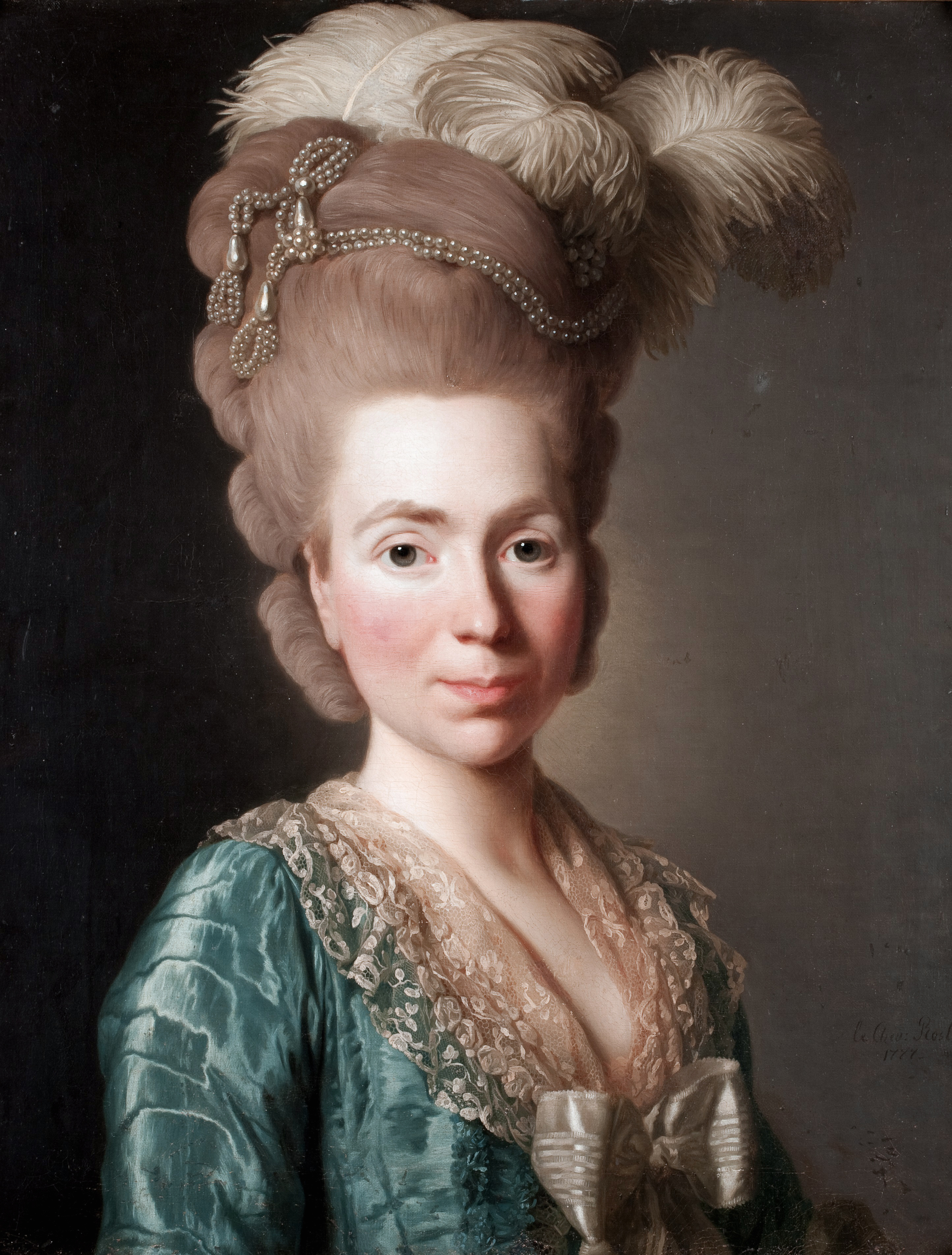
Внучка Наталья Голицына

## Внешность и характер

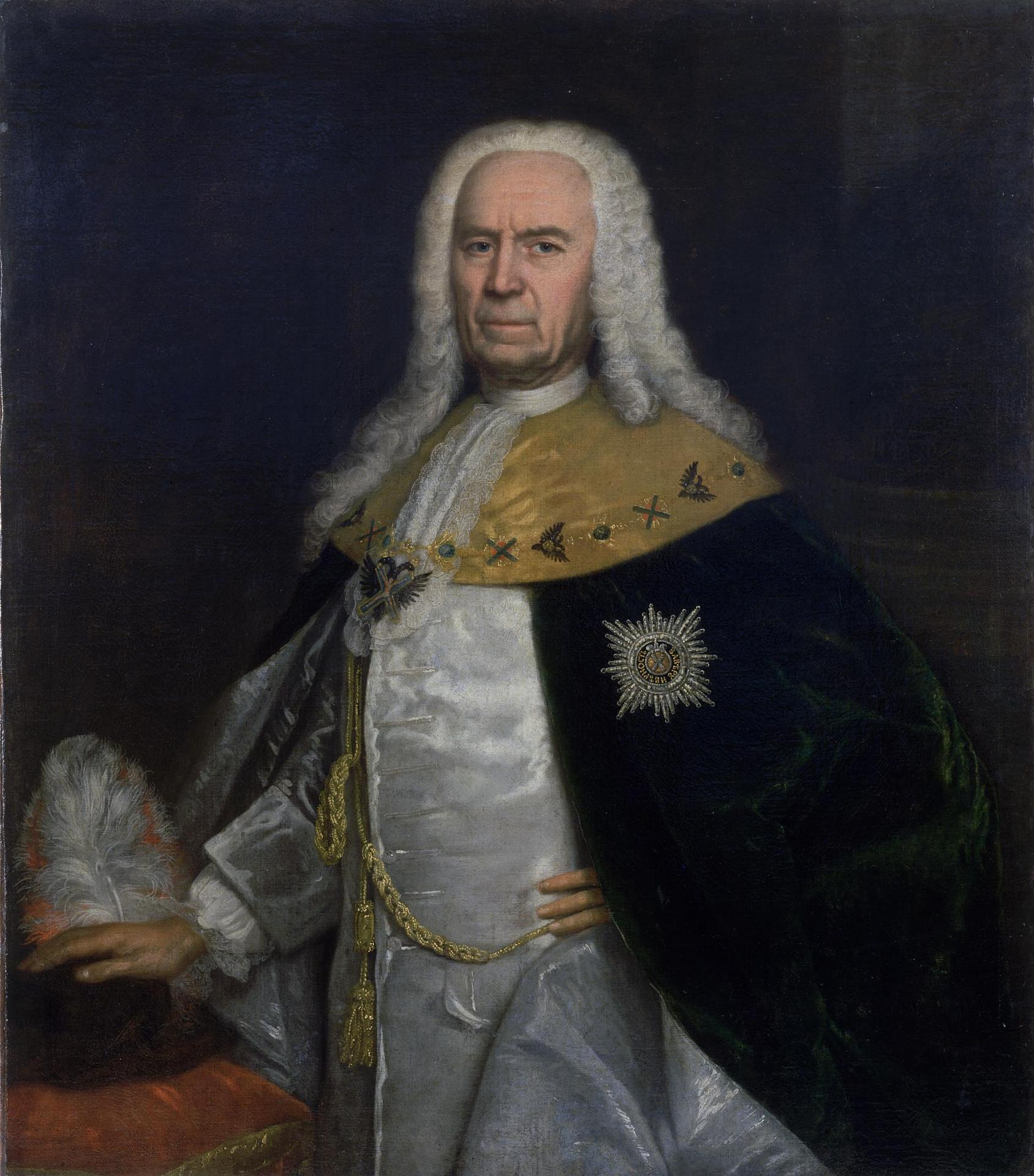
Портрет графа Ушакова в 1740—1744 годах.

Ушаков вызывал страх у окружающих, хотя он был не страшен, не угрюм и не кровожаден. Он был человек спокойный, светский, обходительный, толковый. Боялись не Ушакова, а системы, которой руководил Андрей Иванович. Свои обязанности он выполнял по всем правилам и соблюдая закон. Его руководство Тайной канцелярией запомнилось жестокостью, безжалостностью. Ушаков был политически «непотопляемым»; несмотря на частые дворцовые перевороты, ему удалось не впасть в опалу и не закончить жизнь как его предшественник. Андрей Иванович запомнился своей ловкостью, лояльностью, находил общий язык с разными людьми и умел добиваться своего, исполнительный. Ушаков никогда не интриговал, но и не мешал заговорщикам, а только выполнял свои обязанности. Императоры, начиная от Петра I и кончая Елизаветой Петровной, считали его необходимым в государстве Российском. Ушаков был верным и преданным слугою России и её правителей.
Ушаков был человеком дружелюбным и, покидая Петербург, поддерживал отношения со своими подчинёнными. Никогда Андрей Иванович не был льстецом. Его письма были короткие и уверенные. Личных целей не преследовал, войн старался при дворе не вести, и лишь только их кончал.
При аресте Шетарди Ушаков писал в рапорте:
```
Шетардий, сколь скоро генерала Ушакова увидел, то в лице переменился. При прочтении экстракта столь конфузен был, что ни слова во оправдание своё сказать или что-либо прекословить не мог. На оригиналы только взглянул и, увидя свою руку, ниже больше смотреть не хотел…
```

## Художественный образ
- А. И. Ушаков является персонажем многих исторических романов, посвящённых первой половине XVIII века. Одним из центральных персонажей он выступает в романе В. С. Пикуля «Слово и дело» (1961—1971).
- Телесериалы и кинофильмы:
  - Осип Абдулов — Давид Гурамишвили (фильм) (1946);
  - Всеволод Ларионов — Демидовы (1983);
  - Николай Власов — «Михайло Ломоносов» (1984);
  - Сергей Чонишвили — «Записки экспедитора тайной канцелярии» (Россия, 2010), «Записки экспедитора тайной канцелярии 2» (Россия, 2011), «Король Мадагаскара» (Россия, 2018).;
  - Пётр Черняев — «Тайны дворцовых переворотов» (Россия, 2012);
  - Анатолий Горячев — «Елизавета» (Россия, 2021);